# Messerangriff in Bielefeld 2025
Bei dem Messerangriff in Bielefeld 2025 wurden am 18. Mai 2025 fünf Bargäste durch Stichverletzungen teilweise schwer verletzt. Die Tat ereignete sich in den frühen Morgenstunden in der Bielefelder Innenstadt. Tatverdächtig ist ein 35-jähriger abgelehnter Asylbewerber aus Syrien mit subsidiärem Schutz. Aufgrund der mutmaßlich islamistischen Tatmotivation führt der Generalbundesanwalt die Ermittlungen.

## Tatverlauf
Gegen 4:20 Uhr mischte sich ein Mann unter die feiernden Gäste vor der Szene-Bar Cutie in der Große-Kurfürsten-Straße, etwa acht Gehminuten vom Bielefelder Hauptbahnhof entfernt. Kurz darauf griff er offenbar wahllos mehrere Personen mit zwei Stichwaffen an – einem Messer und einem Stockdegen. Dabei verletzte er mindestens fünf Menschen: vier Männer im Alter von 22 bis 27 Jahren sowie eine 26-jährige Frau. Vier der Opfer erlitten schwere Verletzungen, zwei von ihnen schwebten zeitweise in Lebensgefahr. Einige Gäste, darunter Fans des Fußballvereins Arminia Bielefeld, versuchten, den Angreifer zu überwältigen. Dabei erlitt dieser leichte Gesichtsverletzungen. Als Erstes stürzte sich ein 26-jähriger Arminia-Fan, der bereits am Bein verletzt war, auf den Angreifer und erlitt mehrere lebensgefährliche Messerstiche in die Brust. Die Polizei lobte die Arminia-Fans für ihre Zivilcourage und betonte, dass es ohne diese Tote gegeben hätte.

## Ermittlungen
Wie später bekannt wurde, flüchtete der Täter mit dem Zug über Hamm nach Essen. In Tatortnähe fand die Polizei eine Tasche mit Aufenthaltspapieren, mehreren Messern und einer Flasche mit einer brennbarer Flüssigkeit, was auf eine geplante Tat hindeutete. Stunden danach wurde die Polizei von einem Bürger verständigt, dass offenbar der Gesuchte ihn am Essener Hauptbahnhof bat, an dessen Handy über die DB App eine Verbindung nach Velbert suchen zu können. Die Fahnder identifizierten dort drei Objekte als möglichen Aufenthaltsort. Am Abend des nächsten Tages wurde in einer leer stehenden Wohnung im angrenzenden Heiligenhaus der Tatverdächtige festgenommen. Dabei leistete er Widerstand und zog sich leichte Verletzungen zu. Aufgrund des Verdachts auf einen islamistisch motivierten Anschlag übernahm die Bundesanwaltschaft die Ermittlungen. Neben Kontakten zu einer Moscheegemeinde in Bielefeld, die unauffällig waren, stand er auch in Verbindung zu Personen, die als relevante Personen im islamistischen Spektrum eingestuft werden. Die Hinweise darauf, dass er aus einer islamistischen Motivation gehandelt hat, haben sich laut Bundesanwaltschaft verdichtet. Der Tatverdächtige erklärte per Übersetzungs-App, dass er mit dem „Islamischen Staat“ (IS) sympathisiere. In seinem Zimmer fanden Ermittler handschriftliche Notizen in arabischer Sprache, die auf eine intensive Auseinandersetzung mit einer salafistischen Auslegung des Islam hinweisen. Zudem wurde ein handgezeichneter Zettel mit einem schwarzen Banner gefunden, einer Flagge, die von islamistischen Gruppen wie al-Qaida und dem IS verwendet wird.
Anfang Juni 2025 wurden die Ermittlungen intensiviert. Auf Anordnung des Generalbundesanwalts wurde ein über 30-köpfiges Ermittlerteam unter der Leitung von Experten des Bundeskriminalamts (BKA) zusammengestellt.
Der Tatverdächtige soll sich bereits 2014 in Syrien dem IS angeschlossen und für diesen bis zum Frühjahr 2016 unter anderem als Wach- und Grenzposten im Raum al-Raqqa gearbeitet haben. Er stand in Kontakt mit Personen im Ausland, die möglicherweise dem IS angehörten. Nach seiner Einreise entschloss er sich, im Namen des IS in Deutschland möglichst viele willkürlich ausgewählte Menschen zu töten. Die Bundesanwaltschaft wirft ihm versuchten Mord, gefährliche Körperverletzung und die Mitgliedschaft in einer ausländischen terroristischen Vereinigung vor. Am 25. Juni 2025 erließ ein Ermittlungsrichter des  Bundesgerichtshofs einen neuen Haftbefehl. Ein vor der Tat aufgenommenes Bekennervideo, worin er sich zum IS bekannte, verschickte er vor der Tat an mehrere Personen.

## Tatverdächtiger
Bei dem Tatverdächtigen handelt es sich um den Syrer Mahmoud M. aus al-Raqqa. Laut seinem Pass wurde er am 1. Januar 1990 geboren. Gemäß Informationen des Spiegels gab er gegenüber den deutschen Behörden an, er habe zunächst vier Jahre in der Türkei gelebt und sei dann mit einem Schleuser, größtenteils zu Fuß, über Bulgarien, Serbien, Ungarn, Slowakei und Tschechien im August 2023 illegal nach Deutschland gekommen, wo er erstmals Asyl beantragt habe. In den Transitländern sei er offenbar nicht registriert worden. Als Grund für seinen Asylantrag habe er Angst vor Kriegshandlungen und Verfolgung durch das Assad-Regime genannt. Das Bundesamt für Migration und Flüchtlinge lehnte sein Asylgesuch ab, gewährte ihm jedoch im Dezember 2023 subsidiären Schutz und eine bis Februar 2027 befristete Aufenthaltserlaubnis. Er war in einer Flüchtlingsunterkunft in Harsewinkel untergebracht, etwa 30 Kilometer von Bielefeld entfernt. Einträge im Vorstrafenregister lagen bislang nicht vor.

## Reaktionen
Bundesjustizministerin Stefanie Hubig (SPD) erklärte nach dem Messerangriff, dass sich die Anhaltspunkte für ein islamistisches Motiv verdichtet hätten. In diesem Zusammenhang wies sie darauf hin, dass islamistischer Terrorismus zu den größten Gefahren für die Bundesrepublik zähle. Bei Einwohnern von Bielefeld sorgte die Tat für Verunsicherung und Sorge vor einer Zunahme an Messerattacken. Anhänger des Fußballvereins Arminia Bielefeld würdigten einen verletzten Fan, der sich dem Täter entgegengestellt haben soll, mit einem Graffito.
Auf Antrag der AfD-Bundestagsfraktion fand am 21. Mai 2025 im Bundestag eine Debatte über innere Sicherheit und Messerangriffe in Deutschland statt. Der stellvertretende innenpolitische Sprecher der AfD-Fraktion, Martin Hess, sprach von explodierender Messerkriminalität in Deutschland. Die Zahlen belegten, Messerkriminalität sei eine „überwiegend importierte Kriminalität“. Aus den anderen Fraktionen kam heftiger Widerspruch. So nannte es Clara Bünger von der Linkspartei „widerwärtig“, wie die AfD den aktuellen Fall in Bielefeld ausschlachte, um gegen Migranten zu hetzen.
Am 21. Mai 2025 gab es zudem auf Antrag der Bielefelder SPD-Abgeordneten Christina Kampmann im Landtag Nordrhein-Westfalens eine Fragestunde zu der Tat. Innenminister Herbert Reul (CDU) sprach von einer „Glanzleistung der Polizei“, den mutmaßlichen Täter so schnell gefasst zu haben. Die Ministerin für Flucht und Integration Josefine Paul (Bündnis 90/Die Grünen) gab bekannt, nach aktuellem Ermittlungsstand habe der mutmaßliche Attentäter acht Aliasnamen gehabt. Drei davon seien dem Bundesamt für Migration und Flüchtlinge bekannt gewesen. Am 28. Mai berichtete Paul gegenüber dem Landtag, der tatverdächtige Syrer habe nicht versucht, die Behörden über seine Identität zu täuschen. Die unterschiedlichen Namen und Nationalitäten seien durch behördliche Vorgänge und Transkriptionsfehler aus dem Arabischen entstanden.
Am 24. Mai 2025 wurden in Bielefeld drei Demonstrationen abgehalten. Laut Polizei meldete eine Privatperson eine Versammlung mit etwa 200 Personen am Hauptbahnhof unter dem Motto „Anteilnahme mit den Opfern“ und „Remigration“ an. Kurz darauf registrierte ein „Bündnis gegen Rechts“ eine Mahnwache am Tatort, der Cutie-Bar. Darüber hinaus riefen linksextreme Gruppen zu einer Gegenkundgebung am Hauptbahnhof sowie zu aktivem Widerstand gegen die rechtsextreme Demonstration auf. Am Veranstaltungstag versammelten sich vor der Cutie-Bar rund 300 Menschen. Zur rechtsextremen Demonstration erschienen lediglich etwa 40 Personen. Zum Organisationsteam zählte unter anderem der rechtsextreme Aktivist Daniel Kokott. Parallel dazu beteiligten sich rund 300 Menschen an der Gegendemonstration. Etwa 15 Personen versuchten, die rechte Versammlung aktiv zu stören, was zu verbalen Auseinandersetzungen und kleineren Handgreiflichkeiten führte. Als Pyrotechnik in Richtung der Einsatzkräfte sowie der rechten Demonstration gezündet wurde, setzte die Polizei Pfefferspray ein.